# Авґустин Ґаттінґер
Авґустин Ґаттінґер (англ. Augustin Gattinger; 3 лютого 1825, Мюнхен — 18 липня 1903, Нешвілл) — американський ботанік і лікар німецького походження. На його честь названо Dortmannia gattingerii Kuntze. Його офіційна абревіатура для ботанічного автора — «Gatt.»

## Життя
Авґустин Ґаттінґер закінчив Вільгельмінську гімназію в Мюнхені у 1844 році. Потім він вивчав філософію та медицину в Мюнхені. У 1849 році емігрував до Нешвіла, штат Теннессі, США.

## Твори
- Флора Теннессі, 1901.

## Вебпосилання
- Бібліографія Авґустина Ґаттінґера на сайті IPNI

## Окремі посилання
1. ↑  Max Leitschuh: Die Matrikeln der Oberklassen des Wilhelmsgymnasiums in München, 4 Bde., München 1970–1976; Bd. 4, S. 29.